# Берёзовский сельсовет (Неверкинский район)
Берёзовский сельсовет — муниципальное образование со статусом сельского поселения в Неверкинском районе Пензенской области Российской Федерации.
Административный центр — село Берёзовка.

## История
Статус и границы сельского поселения установлены Законом Пензенской области от 2 ноября 2004 года № 690-ЗПО «О границах муниципальных образований Пензенской области».

## Население
| 2010 | 2012 | 2013 | 2014 | 2015 | 2016 | 2017 |
| ---- | ---- | ---- | ---- | ---- | ---- | ---- |
| 720  | ↘689 | ↘664 | ↘630 | ↘618 | ↘608 | ↘591 |
| 2018 | 2021 |      |      |      |      |      |
| ↘574 | ↘508 |      |      |      |      |      |

В селе Берёзовка компактно проживает мордва (84 % населения села).

## Состав сельского поселения
| № | Населённый пункт | Тип населённого пункта       | Население |
| - | ---------------- | ---------------------------- | --------- |
| 1 | Берёзовка        | село, административный центр | ↘508      |